# Élections de 2010 dans l'État de New York
Plusieurs élections se sont déroulées en même temps, le 2 novembre 2010 dans l'État de New York aux États-Unis.

## Élections

### Gouvernatoriale
Le poste de gouverneur de l’État de New York s'est joué entre le candidat démocrate Andrew Cuomo et le républicain Carl Paladino. C'est Andrew Cuomo qui succède au démocrate David Paterson

### Sénatoriale de classeIII

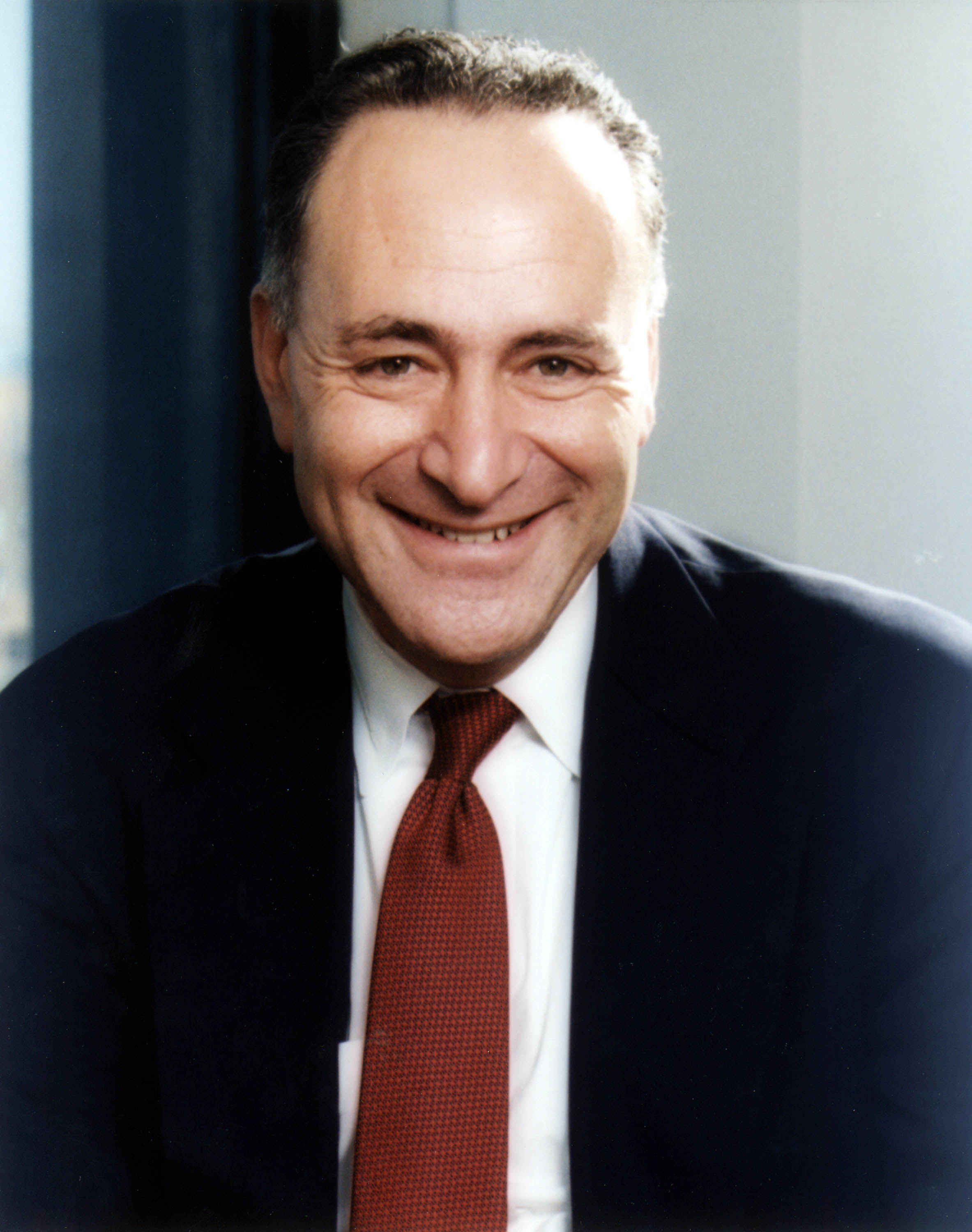

Chuck Schumer est candidat à un troisième mandat de sénateur. Schumer a été élu une première fois en 1998 en battant le sénateur républicain sortant Alfonse D'Amato, il est ensuite réélu triomphalement en 2004 avec plus de 70 % des voix. L'élection de 2010 résulte en une victoire de Schumer avec 66 % des voix.

### Sénatoriale de classeI(élection partielle)

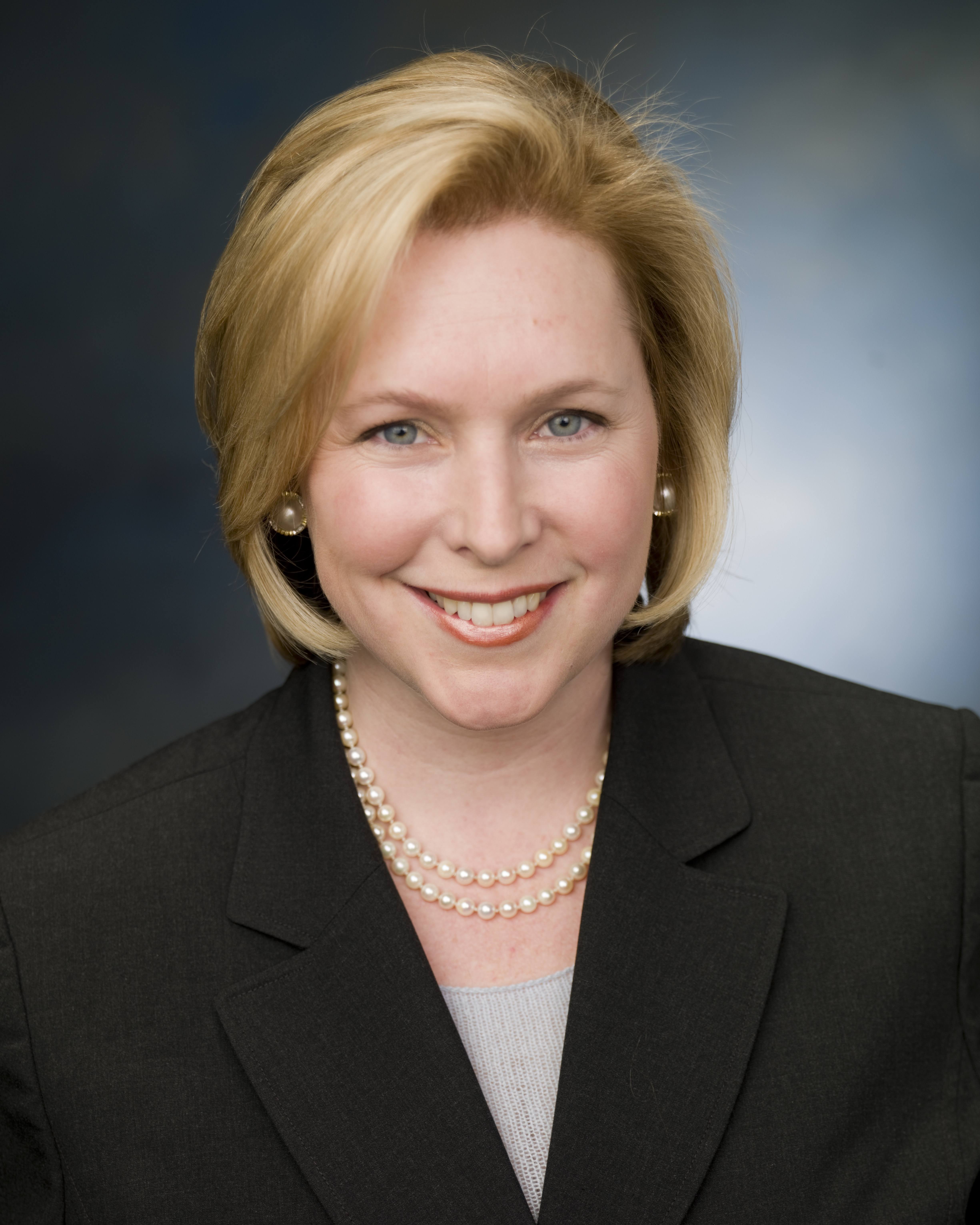

À la suite de la nomination d'Hillary Clinton comme Secrétaire d'État des États-Unis, son poste de sénateur fédéral est devenu vacant. Le Gouverneur de l'État David Paterson nomme alors Kirsten Gillibrand, une démocrate centriste élue du Nord de l'État.
Gillibrand qui est loin de faire l'unanimité, est décrite comme vulnérable à une possible candidature de Rudolph Giuliani(ancien Maire de New York), voire de George E. Pataki, cependant Giuliani et Pataki ont annoncé qu'ils ne seraient pas candidats, Gillibrand part donc favorite pour être réélue et l'est avec 63 % des voix.